# Українська національна ідея
Украї́нська націона́льна іде́я — національна ідея українців, яка відображає головні національні інтереси і задає оптимальний напрям розвитку країни, як у сьогоденні, так і на майбутнє. Через існування національних інтересів в політичній, економічній, культурній, побутовій сферах, відповідно національна ідея може існувати в складній синтезній формі як національна (державницька) ідеологія і в субформах — ідея етнічна, зовнішньополітична, культурна тощо.

## Походження
Поняття «національної ідеї» виникло у XVIII — XIX ст. початково маючи форму гегелівського абсолютизму для кожного народу, або загальні гасла, як-от: «православ'я, самодержавство, народність», «Прав, Британіє, морями», Deutschland über alles! тощо. На їх формування впливали національні традиції, психологія, спосіб життя в минулому.
Унітарна політика часів Київської Русі, поступившись розпаду на удільну систему, існувала лише 120—150 років. Надалі національний характер давньоруського етносу складався у протистоянні автономістично-самодостатнього егоїзму (т. зв. «моя хата скраю») і централістичної тенденції, провідниками якої опісля смерті Богдана Хмельницького в Україні стали Польща, Московське царство, Оттоманська і Австро-Угорська імперії. Тому в ментальності українців центральна влада тривалий час розглядалася як чужа та ворожа. З національних традицій, національного характеру, умов існування недержавного етносу випливали і зміст, та характерні риси української мрії. Головним у ній була родина, матеріальне благополуччя і нейтралізація негативного впливу влади.
В XIX ст. основи для ідейного формування заклав Тарас Шевченко котрий вважається «батьком» національного відродження. Він не створив жодної програмової статті, чи брошури, як-то робили пізніші ідеологи, проте своїми творами заклав базис політичної ідеології, зокрема начерком національної ідеї вважається його «І мертвим, і живим, і ненародженим…». За його життя значущим осередком українського просвітництва було Кирило-Мефодіївське товариство, серед членів котрого був і Микола Костомаров, автор «Книги буття українського народу». Наступним значним, хоча й суперечливим теоретиком ідеї, вважається Михайло Драгоманов, зі спілок найбільший вплив мало Братство тарасівців, з котрого зокрема вели почин Микола Вороний та Микола Міхновський, автор «Самостійної України».
Два роки боротьби з імперіями і постімперськими утвореннями за незалежність та одночасна суперечка різних політичних сил між собою стала підґрунтям формування національної української ідеї на практично-наукових, а не лише на теоретичних засадах. Компромісним поєднанням української мрії і різних моделей української національної ідеї стали праці Михайла Грушевського, Дмитра Донцова, В'ячеслава Липинського, Миколи Сціборського, Петра Федуна, Юрія Липи та інших.
Черговий сплеск уваги до національної ідеї відбувся за часів набуття Незалежності, відколи країна мала в стислі терміни віднайти нові цілі розвитку, визначатися в європейському і світовому просторі, а громадяни України самоідентифікуватися не лише в громадянстві, але і в політичних, економічних та культурних орієнтирах. Руйнування попередніх фундаментальних цінностей і уявлень викликало докорінні зміни в ідеологічній сфері.
Сучасні українські культурні і політичні діячі і громадяни продовжують творити визначення української національної ідеї сьогодні. Зокрема 
Інститут Історії України, 
Лесь Подерв'янський, 
Оксана Забужко, 
Михайло Роль, 
Ігор Моісеєнко та інші.

## Концепції вітчизняних мислителів ΧΙΧ— XXст.[9]
1. М. Драгоманов Громадські інтереси є важливішими за національні. Державний устрій сприяє суспільній нерівності, тому світова спільнота має постати у формі спілки самоврядних громад, серед яких буде й українська громада.
2. М. Грушевський Спростування теорії російських мислителів щодо проживання на українських етнічних територіях великоросійського народу перед тим, як ці землі заселили українці, що прийшли з Прикарпаття. Суб'єктом історичного поступу є народ. Українці мають самобутну мову, культуру, історію, яка бере початок з часів Київської Русі.
3. І. Франко Концепція необхідності побудови на українській території національної соціалістичної держави. Українська культура, мова, преса — інструменти пробудження національної свідомості.
4. Д. Донцов Концепція «інтегрального націоналізму»: формування незалежної України шляхом національної революції і розрив будь-яких зв'язків з Росією. Поняття «людини нового духу»: людина, що бореться за власну державу до кінця за допомогою будь-яких засобів, нехтуючи особистими інтересами.
5. В. Липинський Основою національного відродження є народ, функцію управляння народом має здійснювати виборна аристократія, поєднуючою ланкою між народом та аристократією має стати інтелігенція. Українцем є представник будь-якої нації, що проживає на території України і працює для її розвитку.
6. М. Сціборський Основне завдання нації полягає в поширенні її державних меж насамперед на цілий, пов'язаний із нею, етногеографічний простір[10].
7. Л. Подерв‘янський Від#@ться від нас!